# Licuadora de mano

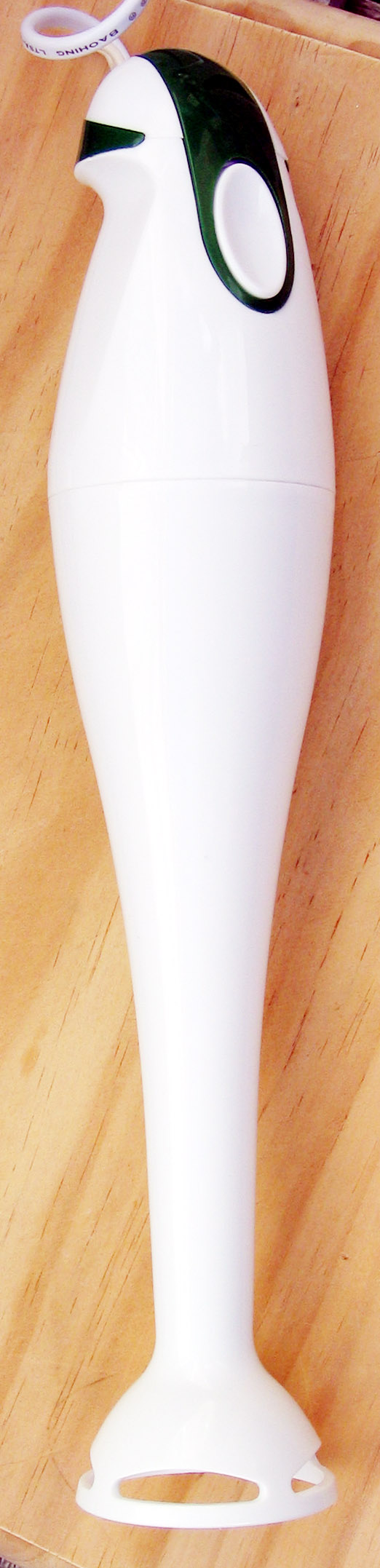
Licuadora de mano.

La licuadora de mano, licuadora de inmersión, batidora de mano, batidora de brazo o batidora de inmersión es un electrodoméstico de cocina que permite moler ingredientes en el mismo recipiente en el que se preparan. Se puede utilizar para hacer diferentes tipos de purés, salsas y sopas.

## Historia
La licuadora de mano fue inventada en 1950 por Roger Perrinjaquet, un ingeniero suizo. Inicialmente, este dispositivo fue diseñado para uso profesional en cocinas y restaurantes. Sin embargo, su popularidad se extendió rápidamente al ámbito doméstico, donde se convirtió en una herramienta esencial para la preparación de una variedad de alimentos.
Fue inventada en Suiza por Roger Perrinjaquet, quien patentó el producto en 1950 y lo llamó Bamix, una contracción de bat et mixe (bate y mezcla). El 24 de abril de 1955 se presentó por primera vez el nuevo batidor Bamix en la Feria de Hannover. Pero la versión más popular fue la inventada por el ingeniero Gabriel Lluelles (Barcelona, 1923) para la empresa española Pimer (acrónimo de Pequeñas Industrias Mecánico Eléctricas Reunidas), y que fue llamada Minipimer, comercializada en 1959. La empresa fue posteriormente comprada por la alemana Braun GmbH, que mantuvo el nombre original del artefacto, que se ha convertido en el nombre común de este tipo de batidoras.
Se diferencia de las licuadoras y de las multiprocesadoras en que no requiere que los alimentos sean colocados en un recipiente especial para procesarlos. A su vez, se diferencia de la batidora mezcladora en que esta última no tritura los ingredientes y de la licuadora en que esta última retiene las fibras de los ingredientes en la cesta centrífuga separándolas de la parte líquida.

## Componentes y funcionamiento
Una licuadora de mano consta principalmente de un motor eléctrico ubicado en el mango y un eje que conecta este motor a las cuchillas situadas en la parte inferior. El motor impulsa las cuchillas, que giran a alta velocidad para triturar y mezclar los ingredientes. Muchas licuadoras de mano modernas incluyen accesorios adicionales, como varillas batidoras, picadoras o procesadores de alimentos, lo que amplía su versatilidad en la cocina.

### Partes principales
- Motor: Es el componente que impulsa las cuchillas y puede variar en potencia, generalmente entre 150W y 1500W.
- Cuchillas: Hechas de acero inoxidable, son responsables de triturar y mezclar los ingredientes.
- Eje: Conecta el motor con las cuchillas y suele estar recubierto de plástico o metal, dependiendo del modelo.
- Accesorios: Algunos modelos incluyen varillas batidoras, vasos medidores, y procesadores de alimentos.

## Tipos de licuadoras de mano
Existen diferentes tipos de licuadoras de mano en función de su diseño y potencia:
- Domésticas: Generalmente más ligeras y menos potentes, adecuadas para tareas sencillas en la cocina.
- Profesionales: Más robustas y con motores más potentes, diseñadas para un uso intensivo en entornos profesionales.
- Industriales: Con características avanzadas y una durabilidad excepcional, estas son utilizadas en cocinas industriales y de alta demanda.

## Usos y aplicaciones
Las licuadoras de mano son extremadamente versátiles y se utilizan en una amplia variedad de tareas culinarias:
- Batir claras de huevo o nata: Las varillas batidoras que se incluyen en muchos modelos son ideales para batir a punto de nieve o montar nata.
- Preparación de purés y sopas: Son perfectas para hacer purés y sopas de crema directamente en la olla, sin necesidad de transferir los ingredientes a una licuadora tradicional.
- Triturar alimentos: Pueden triturar frutas, verduras, y otros ingredientes para preparar salsas, batidos, o smoothies.
- Emulsionar salsas: Facilitan la preparación de mayonesa, alioli y otras salsas emulsionadas. Incluso, se puede hacer la bechamel más fácilmente de modo que quede más homogénea y sin grumos.